# José Nicolás de Escalera
José Nicolás de Escalera Tamariz (La Habana, Cuba, 8 de septiembre de 1734-Ibídem, 3 de julio de 1804) fue un pintor hispano-cubano del siglo XVIII.

## Biografía
Nació el 8 de septiembre de 1734 en La Habana, siendo bautizado en la antigua Parroquial Mayor de San Cristóbal de La Habana el miércoles 15 de septiembre siguiente, fue su padrino el Capitán Juan de Santiago. Tercero de los hijos del matrimonio de Agustín Francisco Isidoro de Escalera Tamariz, natural de la ciudad de Écija en España, y Manuela Domínguez, natural de La Habana. Fueron sus abuelos paternos Alonso Joseph de Escalera Tamariz y Francisca Salvadora de Ostos Méndez, los maternos lo fueron Pedro Joseph Domínguez y Inés de los Diez. Tuvo dos hermanas llamadas: Josefa Teresa e Inés María de Escalera Tamariz.
Según su propio testamento, llegó con su trabajo a tener esclavos y propiedades que dejó a su muerte a sus hermanas: muere enfermo, un mes después de testar y aún soltero, el 3 de julio de 1804 contaba con 69 años. El artista fue enterrado, al día siguiente, amortajado con el hábito de Nuestro Padre Santo Domingo de Guzmán en una propiedad de sus ascendientes maternos, frente al altar de San Juan Nepomuceno en la Iglesia del antiguo Convento de los Padres Dominicos en La Habana, San Juan de Letrán.

## PorquéEscalera Tamariz
Escalera nunca firmó ninguna de sus obras o documento con su segundo apellido, las más de las veces solo encontramos «Jph. Nicolas de Escalera» o simplemente Escalera, pero en los distintos autos de compraventa, liquidación e incluso en la testamentaria de su padre y de su tía materna, estos le nombran «Joseph Nicolas de Escalera Tamariz» que son sus verdaderos apellidos, como los de su padre y su abuelo; así mismo se nombran sus hermanas.
Según el testamento de su padre, en su artículo tercero, literalmente dice: «Ytt declaro que soi Casado i Velado según orden de Ntra Sta Me Yglesia con Manuela Dominguez a tiempo detreinta y cinco años, y tengo por mis Hixos lex.mos, y dela susodha a Dn Jph Nicolas, Josepha Theresa, y Ynes Maria de Escalera Tamariz,...»
En el testamento de su tía materna María Nicolasa Domínguez se lee: «...instituyo y nombro por mis unicas y universales herederas alas dhas Josefa Teresa, y Ynes Maria Escalera Tamaris mis sobrinas, hijas lexitimas de Augustin de Escalera Tamaris, y de Manuela Domingues mi hermana,...». Todo esto ocurre antes de 1884, año en que se implanta en Cuba el Registro Civil, que por ley se había puesto en vigor en España en 1871, adoptándose oficialmente el uso del primer apellido del progenitor masculino seguido por el del progenitor femenino en el nombre de sus descendientes.
Antes de esta fecha y de la entrada en vigor de la ley de los registros civiles, tal como se puede comprobar en muchas escrituras notariales -fundamentalmente en las testamentarias y litigios de herencias-, no estaba regulado el orden de los apellidos, pudiéndose adoptar en primer lugar el de la madre, el de un abuelo materno, etc. Es decir hasta ese año, dos hermanos pueden tener apellidos distintos aunque procedan de un matrimonio legítimo, todo podía ir dirigido a un interés específico según la casta o el abolengo del apellido. Lo anterior explica, en el caso que nos ocupa, cómo Escalera tiene el mismo apellido Escalera Tamariz de su padre, de su abuelo y bisabuelo; apellido reconocido en la ciudad de Écija (España) desde el siglo XV.

## La obra deEscalera
Poco sabemos de la preparación artística de Escalera, sobre él nos dice el Dr. Guy Pérez de Cisneros Bonnel que su filiación parece provenir de la órbita de Murillo, que vivió un siglo antes en Sevilla, «...de Escalera, todas proporciones respetadas, puede decirse lo que se ha dicho del maestro sevillano: “sus santos son profesionales. Expresa seguramente la devoción sospechosa de una ciudad que pasea, los días de fiesta religiosa, ídolos vestidos y cubiertos con joyas falsas. Es insinuante, santurrón, dulzón”».
Para enjuiciar la obra pictórica de José Nicolás de Escalera, según Guillermo Sánchez Martínez, hay que entender a Escalera a plenitud como entidad humana y artística, hay que verlo en el transcurso de su existencia de casi 70 años, dividida en dos partes: la primera, la de La Habana pre inglesa en la que aprende a pintar y realiza sus primeros trabajos, y la segunda –de lapso mayor: 1764-1804–, durante la cual realiza su obra conocida. En esta segunda etapa, que como se sabe fue para la sociedad cubana de extraordinaria actividad tanto en las letras, la filosofía, la ciencia, la enseñanza, la arquitectura y de manera muy especial la pintura -sobre todo de temática religiosa-, comienza la decoración interior de la iglesia de Santa María del Rosario, trabajos que incluyen los grandes lienzos conocidos comúnmente como pechinas y otros cuadros, realizado por el artista y donde se puede apreciar la técnica y la maestría del color, así como el perfeccionamiento en el delineado de los rostros que el artista alcanza.
En esta época se desarrolla en Cuba el barroco, tardío y en abierta decadencia en Europa, adueñándose fundamentalmente de la arquitectura religiosa y la decoración de sus interiores, manifestándose en la opulencia y exuberancia de las fachadas y retablos, donde la pintura forma parte indispensable. Muchas piezas que hoy conocemos independientes no son más que partes de viejos retablos. Ejemplo de ello es la Santísima Trinidad de Escalera, hoy en el Museo Nacional de Bellas Artes y que perteneció a un retablo de la Iglesia del Convento de San Francisco de Asís en La Habana Vieja. No podemos determinar si Escalera llegó a Santa María del Rosario como protegido del conde de Casa Bayona, o si fue presentado a éste por los Padres Dominicos del Convento de San Juan de Letrán, lo cierto es que estuvo muy ligado tanto al Conde como a los frailes. También puede afirmarse, por el arraigo y gran diapasón de santos dominicanos en su pintura, que el artista estuvo muy influenciado por su gran religiosidad, celo hacia esta orden y su patrona la Santísima Virgen del Rosario, es muy probable que hasta aprendiera con alguno de ellos las técnicas sobre pintura y escultura, llegando luego a ponerle su propio sello personal. Cabe acotar que Escalera fue enterrado amortajado con el hábito de Santo Domingo de Guzmán en el Convento de San Juan de Letrán.
A Nicolás se le conoce como pintor de santos, retratista y escultor, aunque de esto último no se tiene conocimiento concreto, ya que no ha llegado hasta nosotros ninguna imagen que lo corrobore como tal. (¿Pudiéramos entonces atribuirle el San Francisco de Asís o el San Antonio o incluso el Santo Domingo de Guzmán, –copia fiel de la imagen que se venera en el Convento de San Juan de Letrán de La Habana–, de la Iglesia de Santa María del Rosario? ¿Por quién fueron realizados estos?)
De su labor como retratista se conservan, que se tenga conocimiento en Cuba, dos cuadros: el de Luis de las Casas y el de Luis de Peñalver, pertenecientes al Museo Nacional de Bellas Artes, además de los personajes de la Familia Chacón en una de las pechinas mencionadas, en el exterior tenemos el retrato del Capitán de Navío de la Real Armada Española Luis Vicente de Velasco e Isla y el del Obispo de Santiago de Cuba Dr. Antonio Feliu y Centeno.
Retomando a Sánchez Martínez, y a modo de conclusión sobre Escalera, nos refiere: «Indiquemos, en fin, que su trabajo de retratista quedó inscrito dentro del estilo vigente en Cuba, el rococó, pero entendido con cierto aire de lo que me atrevería a calificar pintura provinciana, es decir, de arte indiano, con el sello de haber sido hecho allende del mar amigo del color y dibujo americanamente incorrecto, que se expresa a veces con figuras de pie, más o menos rígidas, de mirar opaco, con peluca, casaca galardonada y calzón de raso, propias para verse en el salón de un virrey o una sala capitular. Vista hoy la obra de Nicolás de Escalera en el horizonte de la historia, permite apreciar por ella la altura a que llegó el desarrollo de la pintura en Cuba durante la segunda mitad del siglo XVIII, cuyos aspectos, géneros y estilo fueron suministrados por la Metrópolis, sin que por ello lo casi continuado por acá registrase especiales modificaciones determinadas por las condiciones culturales y el clima físico en que el artista criollo tuvo que producir»
Se considera, sin duda alguna, que la consagración de su obra lo constituyen los trabajos realizados para la Iglesia Parroquial de la Ciudad de Santa María del Rosario en la ciudad del mismo nombre, actual término municipal del Cotorro en La Habana, Cuba. Las llamadas comúnmente pechinas, pinturas murales realizadas utilizando la técnica del marouflage. Además, trabajó en la decoración y pintura de los 9 retablos que aún hoy se conservan en dicha parroquia, alguno de estos firmados por él.

## La representación del negro
Es en su obra “Santo Domingo y la Noble Familia de Casa Bayona” donde por primera vez aparece, en una llamativa posición privilegiada, el negro en la historia de la pintura cubana. Según la tradición oral rosareña, corría la primera década del siglo XVIII y José de Bayona vivía en La Habana. Hasta allí su fiel esclavo trasladaba en barriles el agua sulfurosa de cierto manantial enclavado en tierras de su propio señor, suponemos que donde hoy se encuentran los Baños de Aguas Mineromedicinales, con la cual suponemos más de una vez curó las fatigas del trabajo diario a numerosos miembros de la dotación. El agua era utilizada para aliviar los dolores de la gota, o reumatismo, que sufría el Conde, quien en agradecimiento por la milagrosa cura, otorgó la libertad a su esclavo; teniendo este, según los hechos relatados, de la señora Condesa María Teresa Chacón y Torres el privilegio de aparecer en la pintura que perpetuaría para la posteridad a la familia Chacón. Esta leyenda, más o menos como se relata y llega a nuestros días, tiene que tener algo de autenticidad ya que como sabemos en pleno siglo XVIII los negros o esclavos no tenían ningún tipo de privilegios -menos el de aparecer junto a los amos y fundadores de esta ciudad en una pintura-; a no ser que hubiese hecho, para el bienestar de sus dueños, algo relevante.

## Obra conocida
En Cuba:
Iglesia Parroquial de Nuestra Señora del Rosario, Cotorro, La Habana:
- La Rosaleda de Nuestra Señora
- Glorificación de Santo Domingo
- Donación de la Virgen al glorioso Santo Domingo
- Santo Domingo y la Noble Familia de Casa Bayona
- Retablos

Iglesia de Nuestro Padre San Francisco, Guanabacoa, La Habana:
- San Simplicio, Obispo de Milán

Iglesia del Espíritu Santo, La Habana:
- Santa Marta

Capilla privada, Arzobispado de San Cristóbal, La Habana:
- Santa Bárbara
- San Juan Nepomuceno

Iglesia del Santo Ángel Custodio, La Habana:
- El Bautismo de Cristo, óleo sobre tela, fue robada y destruida en la década del 80, siglo XX

Museo Nacional de Bellas Artes, La Habana:
- Retrato de Dr. Luis Ignacio María Peñalver y Cárdenas, I Obispo de Nueva Orleans, E.U.A., 1797
- Retrato de Don Luis de las Casas
- La Santísima Trinidad
- Regina Angelorum
- La Anunciación

Museo de la Ciudad, Oficina del Historiador, La Habana:
- San José y el Niño

En el extranjero:
Museo Naval de Madrid, España:
- Retrato de D. Luis Vicente de Velasco e Isla, 1763 (esta pieza fue restaurada en 1993, el museo la expone como una obra anónima por carecer de información sobre su origen)

Museo de la Catedral, Oviedo, España:
- Nuestra Señora del Rosario, 1778

Archivo General de Indias, Sevilla, España:
- Diseño del uniforme de las Milicias Blancas de Santiago de Cuba y Bayamo, 1764
- Diseño del uniforme de soldado del Batallón de Milicias Blancas de La Habana, 1764
- Diseño del uniforme de oficial del Batallón de Milicias Blancas de La Habana, 1764
- Diseño de uniforme de la Compañía de Cadetes de La Habana, 1764

Museo de América, Madrid, España 
- Dr. Antonio Feliu y Centeno, Obispo de Santiago de Cuba, 1789

Museo de Artes y Ciencias, Daytona Beach, Florida, E.U.A.
- Coronación de la Virgen de la Trinidad

Colección Privada, Sr. Ramón Cernuda, Florida, E.U.A.
- Virgen

Obras atribuidas:
Iglesia de Santo Domingo (Retablo del Altar de San Blas), Guanabacoa, La Habana
- San Nicolás de Bari
- La Purísima Concepción
- Nuestra Señora de Guadalupe

Iglesia de Nuestro Padre San Francisco, Guanabacoa, La Habana:
- San José con el Niño dormido

Museo de la Ciudad, Oficina del Historiador, La Habana:
- La muerte de San José
- San Juan Nepomuceno
- San Luis Rey de Francia

En otras colecciones privadas, conocidas década del 50, siglo XX:
- Sra. León, Cuba
- San Francisco de Asís
- Santa Marta
- Sr. José Mendiola, Cuba
- La Magdalena
- Sr. Thomas F. Watson (IBM), Nueva York, E.U.A.
- Virgen del Rosario
- Santa Teresa
- X, Cuba
- Santo Domingo de Guzmán

## Galería

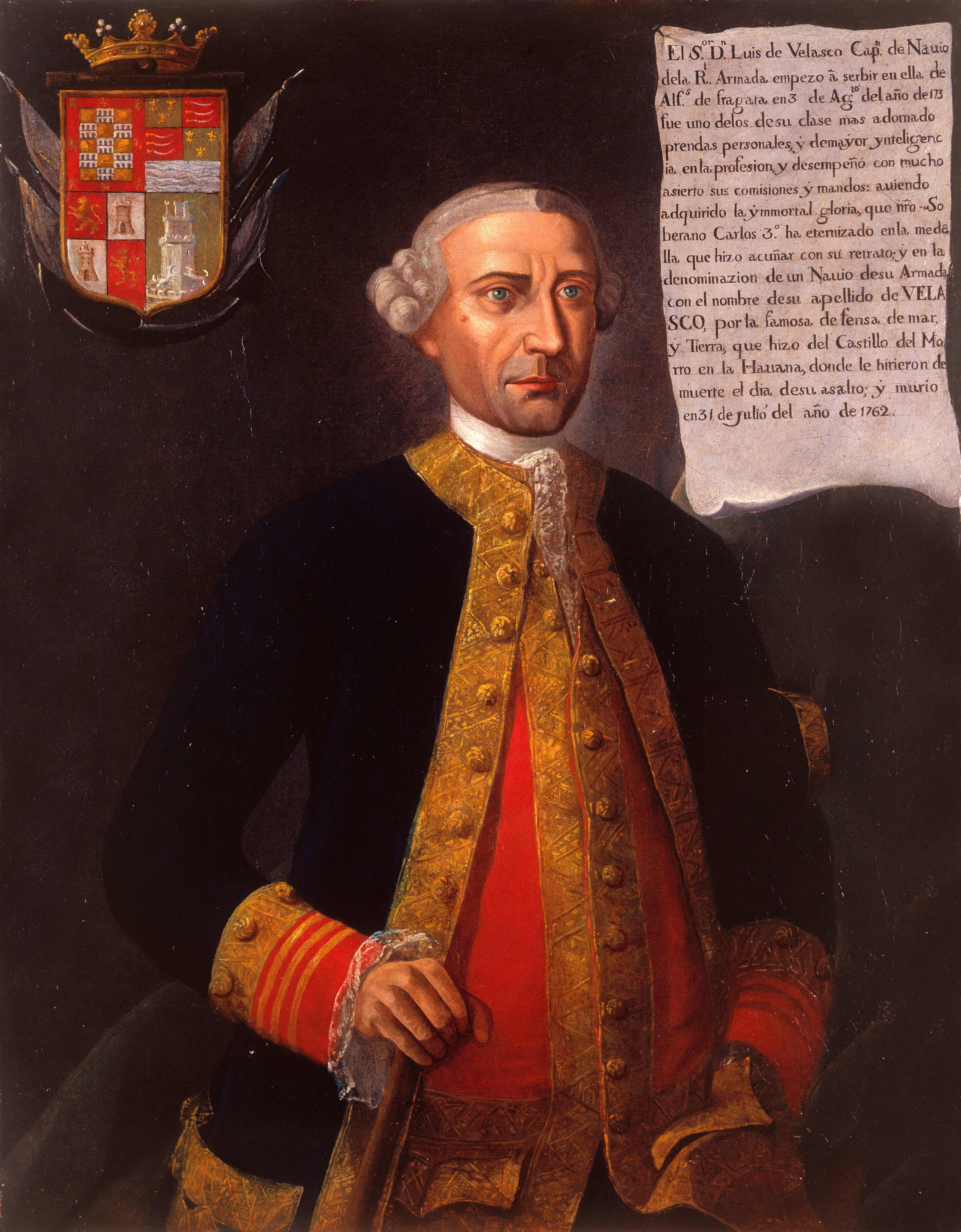
D. Luis Vicente de Velasco e Isla, España
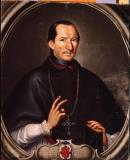
Retrato del Dr. Antonio Feliu y Centeno, España
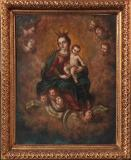
Nuestra Señora del Rosario, España
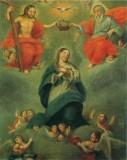
Coronación de la virgen de la Trinidad, EE.UU.
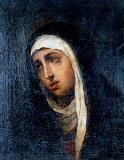
Virgen, Cernuda Arte, EE.UU.
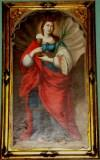
Santa Bárbara, Cuba
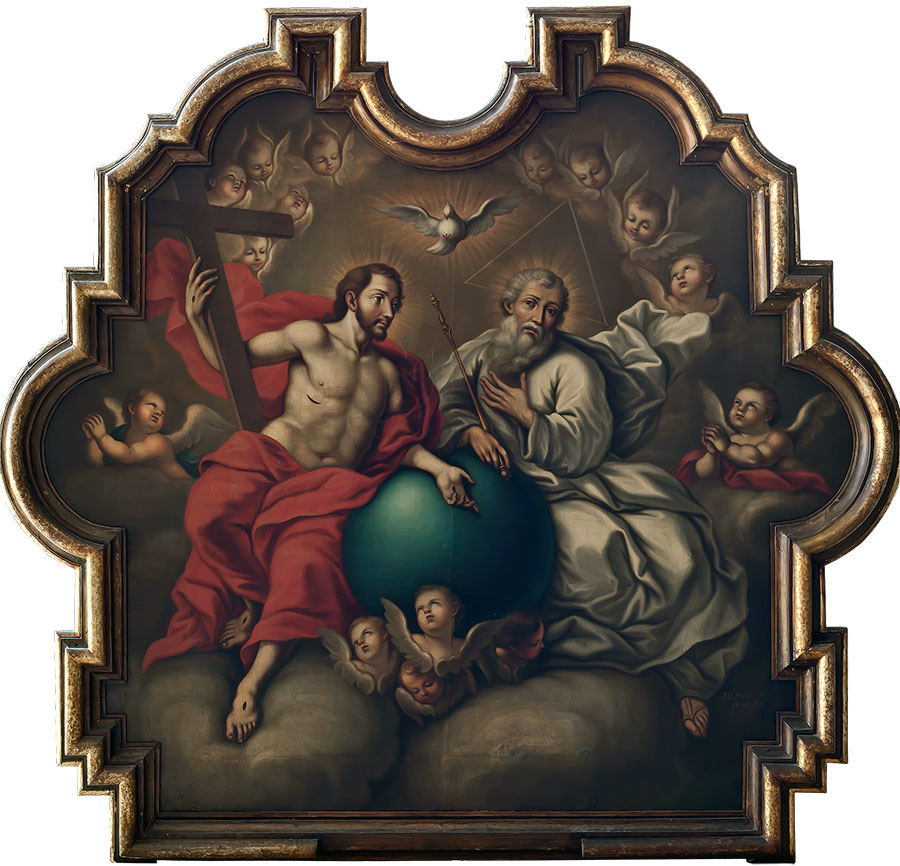
Santisima Trinidad, Cuba